# Promozione Sicilia 1971-1972
Nella stagione 1971-1972 la Promozione era il quinto livello del calcio italiano (il massimo livello regionale).
Qui vi sono le statistiche relative al campionato gestito dal Comitato Regionale Siculo per la regionein Sicilia.
Il campionato è strutturato in vari gironi all'italiana su base regionale, gestiti dai Comitati Regionali di competenza. Promozioni alla categoria superiore e retrocessioni in quella inferiore non erano sempre omogenee; erano quantificate all'inizio del campionato dal Comitato Regionale secondo le direttive stabilite dalla Lega Nazionale Dilettanti, ma flessibili, in relazione al numero delle società retrocesse dal Campionato Interregionale e perciò, a seconda delle varie situazioni regionali, la fine del campionato poteva avere degli spareggi sia di promozione che di retrocessione.

## Girone A

### Classifica finale
|  | Pos. | Squadra             | Pt | G  | V  | N  | P  | GF | GS | DR  |
|  | ---- | ------------------- | -- | -- | -- | -- | -- | -- | -- | --- |
|  | 1.   | A.M.A.T.            | 45 | 30 | 18 | 9  | 3  | 48 | 20 | +28 |
|  | 2.   | Canicattì           | 43 | 30 | 18 | 7  | 5  | 47 | 24 | +23 |
|  | 3.   | Alcamo              | 42 | 30 | 15 | 12 | 3  | 43 | 19 | +24 |
|  | 4.   | Termitana           | 34 | 30 | 13 | 8  | 9  | 22 | 15 | +7  |
|  | 5.   | Casteltermini       | 34 | 30 | 10 | 14 | 6  | 30 | 28 | +2  |
|  | 6.   | Ribera              | 32 | 30 | 11 | 10 | 9  | 36 | 22 | +14 |
|  | 7.   | Partinicaudace      | 31 | 30 | 11 | 9  | 10 | 34 | 34 | 0   |
|  | 8.   | Real Termini        | 29 | 30 | 5  | 19 | 6  | 25 | 26 | -1  |
|  | 9.   | Salemi              | 28 | 30 | 6  | 16 | 8  | 30 | 27 | +3  |
|  | 10.  | Empedoclina         | 27 | 30 | 9  | 9  | 12 | 29 | 31 | -2  |
|  | 11.  | Terranova Gela      | 26 | 30 | 9  | 9  | 12 | 33 | 43 | -10 |
|  | 12.  | Intrepida Partinico | 26 | 30 | 8  | 10 | 12 | 29 | 39 | -10 |
|  | 13.  | Indomita            | 25 | 30 | 7  | 11 | 12 | 21 | 35 | -14 |
|  | 14.  | Castellammare       | 22 | 30 | 8  | 6  | 16 | 28 | 37 | -9  |
|  | 15.  | Entello             | 20 | 30 | 6  | 8  | 16 | 27 | 47 | -20 |
|  | 16.  | Annense             | 15 | 30 | 3  | 9  | 18 | 27 | 62 | -35 |

- Terranova Gela 1 punto di penalizzazione.
- Entello retrocessa poi ripescata.

## Girone B

### Classifica finale
|  | Pos. | Squadra             | Pt | G  | V  | N  | P  | GF | GS | DR  |
|  | ---- | ------------------- | -- | -- | -- | -- | -- | -- | -- | --- |
|  | 1.   | Nuova Igea          | 47 | 30 | 21 | 5  | 4  | 58 | 13 | +45 |
|  | 2.   | Netina              | 43 | 30 | 14 | 15 | 1  | 36 | 12 | +24 |
|  | 3.   | Lipari              | 40 | 30 | 12 | 16 | 2  | 43 | 23 | +20 |
|  | 4.   | Megara Augusta      | 39 | 30 | 15 | 9  | 6  | 41 | 24 | +17 |
|  | 5.   | Vittoria            | 32 | 30 | 12 | 8  | 10 | 48 | 37 | +11 |
|  | 6.   | Melilli             | 30 | 30 | 11 | 8  | 11 | 33 | 42 | -9  |
|  | 7.   | Pro Barcellona      | 28 | 30 | 7  | 14 | 9  | 42 | 35 | +7  |
|  | 8.   | Taormina            | 28 | 30 | 12 | 4  | 14 | 31 | 41 | -10 |
|  | 9.   | Comiso              | 27 | 30 | 8  | 11 | 11 | 22 | 30 | -8  |
|  | 10.  | Rosolini            | 27 | 30 | 10 | 7  | 13 | 32 | 30 | +2  |
|  | 11.  | Giarre              | 27 | 30 | 9  | 9  | 12 | 30 | 35 | -5  |
|  | 12.  | Villafranca Tirrena | 26 | 30 | 7  | 12 | 11 | 44 | 46 | -2  |
|  | 13.  | Linguaglossa        | 26 | 30 | 8  | 10 | 12 | 30 | 46 | -16 |
|  | 14.  | Canicattini         | 25 | 30 | 12 | 7  | 11 | 44 | 34 | +10 |
|  | 15.  | Belpassese          | 23 | 30 | 5  | 13 | 12 | 29 | 41 | -12 |
|  | 16.  | Sais Ennese         | 4  | 30 | 1  | 4  | 25 | 5  | 79 | -74 |

- Canicattini 6 punti di penalizzazione.
- Sais Ennese 2 punti di penalizzazione.